# دورک علیا
دورک علیا روستایی است در شهرستان کوهرنگ، بخش بازفت، استان چهارمحال و بختیاری.